# Монкарапашу
Монкарапа́шу (порт. Moncarapacho) — район (фрегезия) в Португалии, входит в округ Фару. Является составной частью муниципалитета Ольян. По старому административному делению входил в провинцию Алгарве (регион). Входит в экономико-статистический субрегион Алгарве, который входит в Алгарве. Население составляет 7591 человек на 2001 год. Занимает площадь 75,19 км².
Покровителем района считается Дева Мария (порт. Maria).

## История
Район основан в 1471 году.